# Martin I. Reiman
Martin Ira Reiman, genannt Marty Reiman (* 1953), ist ein US-amerikanischer Mathematiker.
Reiman studierte an der Cornell University (Bachelor-Abschluss in Mathematik und Physik 1974) und wurde 1977 an der Stanford University in Operations Research promoviert (Dissertation: Queueing Networks in Heavy Traffic). Er war danach bis zu seiner Pensionierung 2015 an den Bell Laboratories in Murray Hill.
Reiman befasst sich mit angewandter Wahrscheinlichkeitstheorie, insbesondere der Analyse und Optimierung verschiedener stochastischer Systeme wie Warteschlangen und Lagerhaltungssystemen mit Anwendungen in industrieller Fertigung, Computertechnik und Kommunikation. Insbesondere befasste er sich mit asymptotischen Grenzwerten (hydrodynamische und Diffusions-Grenzfälle).
Er war Associate Editor von Mathematics of Operations Research und der Annals of Probability. Er ist Fellow von INFORMS und stand deren Applied Probability Society vor. 
2016 erhielt er mit Ruth J. Williams den John-von-Neumann-Theorie-Preis. 2022 wurde Reiman in die National Academy of Engineering gewählt.